# Leptoderris micrantha
Leptoderris micrantha är en ärtväxtart som beskrevs av Stephen Troyte Dunn. Leptoderris micrantha ingår i släktet Leptoderris och familjen ärtväxter. Inga underarter finns listade i Catalogue of Life.